# Wolves de l'Iowa
Les Wolves de l'Iowa (Iowa Wolves en anglais), sont une équipe franchisée de la NBA Gatorade League, ligue américaine mineure de basket-ball créée et dirigée par la NBA. L'équipe est domiciliée à Des Moines (Iowa). Ils jouent leurs matchs à domicile à la Wells Fargo Arena dans l'Iowa Events Center. L'Energy est la première équipe de basket-ball de ligue mineure à jouer à Des Moines depuis la disparition des Dragons de Des Moines.

## Historique

### Formation
Le 27 février 2007, la D-League annonce accorder une franchise d'expansion à Des Moines. L'équipe est détenue par un groupe d'investisseurs locaux, et a prévu de disputer ses rencontres au Wells Fargo Arena, une partie de l'Iowa Events Center.
Le 27 mars 2007, Nick Nurse est nommé comme premier entraîneur de l'équipe.
L'équipe a ensuite organisé un concours, « Name the Team », pour lui donner un nom. Les propositions ont été Iowa Corncobs, Maize, River Rats, Scarecrows et Thoroughbreds. Cependant, la direction de la franchise a annoncé que, en raison d'un désaccord général entre les fans, aucun de ces noms ne serait le nom d'équipe. Le nom de l'Energy de l'Iowa, et le logo sont dévoilés le 29 juin.

### Energy de l'Iowa (2007–2017)

#### 2007–2010
Le 23 novembre 2007, l'Energy joue et remporte son premier match contre le champion sortant, chez les Wizards du Dakota, 101 à 99. Leurs débuts à domicile se soldent aussi par un succès, contre les Thunderbirds d'Albuquerque, devant ce qui constitue alors le record d'affluence de la ligue, 8842 spectateurs,. Ils terminent l'exercice à la troisième place de la division centrale, avec 22 victoires pour 28 défaites, ce qui ne leur permet pas de se qualifier pour les playoffs.
Au début de la saison 2008-2009, la ligue annonce un changement d’affiliation pour les Bulls de Chicago et les Suns de Phoenix. L'équipe améliore son bilan pour terminer en tête de sa division avec 28 succès. Elle est malheureusement sortie dès le premier tour des playoffs par les Wizards du Dakota, avec une défaite 114-109 à la maison.
Malgré cela le pivot Courtney Sims a été récompensé du titre de meilleur joueur, tout en étant appelé plusieurs fois par des franchises NBA. Othyus Jeffers a lui été choisi comme meilleur débutant.
Sur 2009-2010, sans son MVP, l'Energy améliore son bilan en remportant la conférence Est. En playoffs, Iowa passe le premier tour après avoir perdu le premier match. Cependant, ils sont éliminés en demi-finale à domicile par les 66ers de Tulsa.

#### 2010-2011, l'année du titre
Courtney Sims, Othyus Jeffers et Curtis Stinson sont de retour dans l'effectif, tandis qu'Iowa parvient aussi à conserver Nick Nurse malgré un départ pourtant acté pour l'équipe de l'université d'Iowa State.
Sur le terrain, ils font aussi bien que l'année d'avant avec 37 succès, ce qui leur vaut à nouveau le titre de conférence. Comme la saison précédente, ils peuvent choisir leur adversaire au premier tour des playoffs, et jettent leur dévolu sur le Flash de l'Utah. Les deux équipes remportent leur premier match à l'extérieur, mais Iowa finit par faire plier son adversaire pour se qualifier pour le tour suivant.
Lors des demi-finales, ils retrouvent les 66ers de Tulsa qui les avaient éliminés l'an passé. Mais cette fois les favoris ne font pas de détails, et remportent les deux premiers matchs, ce qui leur permet d'accéder pour la première fois aux finales.
Face aux Vipers de Rio Grande Valley, l'Energy remporte la première confrontation 123 à 106 grâce à un triple-double de Curtis Stinson, 29 points, 10 rebonds et 10 passes. Il est bien aidé de cinq autres joueurs à plus de 10 unités.
Bien que Stinson enregistre un second triple-double consécutif, les Vipers sortent victorieux de la seconde manche, 141 à 122. Pourtant la foule est venue nombreuse encourager les siens, avec à la clé un nouveau record de la ligue de 14 036 spectateurs,.
Le dernier match est décisif, mais Stinson est cette fois blessé. L'Energy a 7 longueurs de retard après trois quart-temps, mais parvient à passer devant lors de la dernière période pour remporter le titre. L'équipe est notamment emmenée par Stefhon Hannah qui inscrit 31 points,.
Avec 19.3 points, 9.8 passes et 5.7 rebonds de moyenne, Sinson est à nouveau choisi comme MVP de l'année, et est accompagné dans la première équipe DLeague par Othyus Jeffers.

#### 2011–2014
Juillet 2011 marque la fin d'un cycle. L'affiliation avec les Suns de Phoenix prend fin, ils sont remplacés par les Pelicans de La Nouvelle-Orléans et les Wizards de Washington. De même le 15 juillet Nick Nurse quitte l'équipe pour les Vipers de Rio Grande Valley. Kevin Young prend la suite mais ne connait pas le succès de son prédécesseur.
Il faut ensuite attendre 2014 pour revoir la franchise briller. Sous l'impulsion d'Othyus Jeffers, choisi co-MVP de la saison, ils remportent leur conférence avec un bilan de 31 succès pour 19 défaites. Malheureusement ce succès est de courte durée, car ils sont sortis dès le premier tour des playoffs par les Mad Ants de Fort Wayne.

#### 2014–2017
2014 marque un nouveau tournant dans l'histoire de la franchise. Exit les partenatiats tous azimuts, l'Energy n'est désormais plus lié qu'aux Grizzlies de Memphis, dont il reprend les couleurs. Il s'agit d'une affliation hybride, c'est-à-dire que les Grizzlies ne sont pas propriétaires de l'équipe, mais ont les pleins pouvoir managériaux.
Le contrat dure trois ans, durant lesquels Iowa ne parvient pas à se qualifier pour les playoffs.
A la fin de l'exercice 2016-2017, les Grizzlies mettent en place une équipe dont ils sont propriétaires, le Hustle de Memphis.

### Wolves de l'Iowa (2017–présent)
Le 23 janvier 2017, les Timberwolves du Minnesota annoncent vouloir racheter l'équipe pour en faire leur formation affiliée, rachat devenu effectif le 03 mai 2017. Le 30 mai, la franchise change de nom pour devenir les Wolves de l'Iowa.
Malgré ces modifications, l'équipe n'est pour le moment pas parvenue à retrouver les playoffs.

### Logos

Logo de l'Energy de l'Iowa (2007-2013)
Logo de l'Energy de l'Iowa (2013-2017)
Logo des Wolves de l'Iowa (2017-présent)

## Résultats sportifs

### Palmarès
| NBA Gatorade League |
| - NBA Gatorade League : - 12 participations. - Vainqueur : 2011 - Champion de conférence : - 2011. - Champion de division : - 2009, 2010, 2011, 2014. |

### Saison par saison
| Energy de l'Iowa          |                           |                           |     |     |      |                         |  |
| 2007-2008                 | Central                   | 3e                        | 22  | 28  | .440 |                         |  |
| 2008-2009                 | Central                   | 1er                       | 28  | 22  | .560 | Éliminé au premier tour |  |
| 2009-2010                 | Eastern                   | 1er                       | 37  | 13  | .740 | Éliminé en demi-finales |  |
| 2010–2011                 | Eastern                   | 1er                       | 37  | 13  | .740 | Vainqueur               |  |
| 2011–2012                 | Eastern                   | 5e                        | 25  | 25  | .500 | Éliminé au premier tour |  |
| 2012–2013                 | Central                   | 6e                        | 14  | 36  | .280 |                         |  |
| 2013–2014                 | Central                   | 1er                       | 31  | 19  | .620 | Éliminé au premier tour |  |
| 2014–2015                 | Central                   | 3e                        | 26  | 24  | .520 |                         |  |
| 2015–2016                 | Central                   | 3e                        | 26  | 24  | .520 |                         |  |
| 2016–2017                 | Southwest                 | 6e                        | 12  | 38  | .240 |                         |  |
| Wolves de l'Iowa          |                           |                           |     |     |      |                         |  |
| 2017–2018                 | Midwest                   | 3e                        | 24  | 26  | .480 |                         |  |
| 2018–2019                 | Midwest                   | 4e                        | 20  | 30  | .400 |                         |  |
| Bilan en saison régulière | Bilan en saison régulière | Bilan en saison régulière | 302 | 298 | .503 |                         |  |
| Bilan en Playoffs         | Bilan en Playoffs         | Bilan en Playoffs         | 10  | 10  | .500 |                         |  |

## Personnalités et joueurs du club

### Entraîneurs successifs
Le tableau suivant présente la liste des entraîneurs du club depuis 2007.
| #                | Entraîneur         | Période   | Saison régulière | Saison régulière | Saison régulière | Saison régulière | Playoffs | Playoffs | Playoffs | Playoffs | Récompenses                              |
| #                | Entraîneur         | Période   | M                | V                | D                | %                | M        | V        | D        | %        | Récompenses                              |
| ---------------- | ------------------ | --------- | ---------------- | ---------------- | ---------------- | ---------------- | -------- | -------- | -------- | -------- | ---------------------------------------- |
| Energy de l'Iowa |                    |           |                  |                  |                  |                  |          |          |          |          |                                          |
| 1                | Nick Nurse         | 2007–2011 | 200              | 124              | 76               | .620             | 15       | 9        | 6        | .600     | Champion 2011 Entraîneur de l'année 2011 |
| 2                | Kevin Young. (en)  | 2011–2013 | 73               | 31               | 42               | .425             | 2        | 0        | 2        | .000     |                                          |
| 3                | Bruce Wilson. (en) | 2013      | 27               | 8                | 19               | .296             | -        | -        | -        | -        |                                          |
| 4                | Nate Bjorkgren     | 2013–2014 | 50               | 31               | 19               | .620             | 3        | 1        | 2        | .333     |                                          |
| 5                | Bob Donewald       | 2014–2016 | 100              | 52               | 48               | .520             | -        | -        | -        | -        |                                          |
| 6                | Matt Woodley (en)  | 2016–2017 | 21               | 2                | 19               | .095             | -        | -        | -        | -        |                                          |
| 7                | Glynn Cyprien (en) | 2017      | 29               | 10               | 19               | .344             | -        | -        | -        | -        |                                          |
| Wolves de l'Iowa |                    |           |                  |                  |                  |                  |          |          |          |          |                                          |
| 8                | Scott Roth         | 2017–2019 | 100              | 44               | 56               | .440             | -        | -        | -        | -        |                                          |

### Effectif actuel (2017-2018)
L'effectif 2017-2018 est dirigé par Scott Roth. Il est composé de :

### Joueurs célèbres ou marquants
- Curtis Stinson
- Joel Anthony
- Daequan Cook
- James Johnson
- Anthony Tolliver
- Hamady N'Diaye
- James Ennis